# Jaisalmer (huyện)
Huyện Jaisalmer là một huyện thuộc bang Rajasthan, Ấn Độ. Thủ phủ huyện Jaisalmer đóng ở Jaisalmer. Huyện Jaisalmer có diện tích 38401 ki lô mét vuông. Đến thời điểm năm 2001, huyện Jaisalmer có dân số 507999 người.